# Natália Bonavides
Natália Bastos Bonavides (Natal, 15 de junho de 1988) é uma advogada e política brasileira, filiada ao Partido dos Trabalhadores (PT). É deputada federal pelo Rio Grande do Norte.

## Biografia
Advogada, mestre em direito constitucional, foi no movimento estudantil que Natália Bonavides deu início da sua militância. Foi dirigente do Centro Acadêmico Amaro Cavalcanti, representante dos estudantes do curso de Direito da Universidade Federal do Rio Grande do Norte (UFRN).
Nos movimentos sociais foi advogada do Movimento dos Trabalhadores Rurais Sem Terra (MST), do Movimento de Luta nos Bairros, Vilas e Favelas (MLB), do Movimento de População em Situação de Rua e atuou politicamente junto à Marcha Mundial das Mulheres. Foi uma das fundadoras do Escritório Popular, primeira organização de assessoria jurídica de movimentos sociais do estado. Advogou ainda para o Sindicato dos Servidores Municipais de Natal.
Filiada ao PT, em 2016 foi eleita a quinta vereadora mais votada da capital potiguar, com 6.202 votos. Nas eleições de 2018 foi eleita deputada federal pela coligação PT/PCdoB/PHS, com 112.998 votos. Foi a segunda mais votada e a única mulher eleita no seu estado, e a mais votada de Natal onde obteve 43.714 votos. Nas eleições de 2022, se reelegeu deputada federal, sendo a mais votada do RN, com 157.549 votos (8,42% dos votos válidos). 
Bonavides foi candidata a prefeita nas eleições municipais de Natal em 2024, surpreendendo na reta final e chegando ao segundo turno. Contudo, não obteve êxito em sua eleição neste pleito, ficando em 2º lugar no segundo turno com 179.714 votos (44,66% dos votos válidos).

## Desempenho em Eleições
| Ano  | Eleição                          | Partido | Cargo            | Votos   | %                 | Resultado  | Ref.   |
| ---- | -------------------------------- | ------- | ---------------- | ------- | ----------------- | ---------- | ------ |
| 2016 | Municipal de Natal               | PT      | Vereadora        | 6.202   | 1,70%             | Eleita     | [ 13 ] |
| 2018 | Estaduais no Rio Grande do Norte | PT      | Deputada Federal | 112.998 | 7,02%             | Eleita     | [ 14 ] |
| 2022 | Estaduais no Rio Grande do Norte | PT      | Deputada Federal | 157.549 | 8,42%             | Eleita     | [ 15 ] |
| 2024 | Municipal de Natal               | PT      | Prefeita         | 110.483 | 28,45% (1º Turno) | Não eleita | [ 16 ] |
| 2024 | Municipal de Natal               | PT      | Prefeita         | 179.714 | 44,66% (2º Turno) |            | [ 16 ] |